# サラダ・ドレッシング
サラダ・ドレッシング（Salad Dressing Landscape Architecture）は、シンガポールに拠点をおくランドスケープデザイン事務所。ランドスケープコンサルタント。2002年に設立。
これまでにも数々のプロジェクトを通じ、レインフォレストなどに代表される東南アジア特有の環境や生物多様性との関係や美を探求。近年は都市環境のリ・ワイルド（再野生化）を成長著しい都市の命題ととらえ、自然の美しさを都市の人々にもたらすデザインを展開している。
第8回SIA Architectural Design Awards受賞。
事務所はシェントンウェイの旧シンガポール・ポリテクニーク校跡地にある。同校は、東南アジア初の工業専門学校として1954年に設立、5年後にこのキャンパスを完成させたが生徒数の増加のため、1974年にドーバーロードの新校舎に移転した後、50年代の風情を残した校舎と広い敷地はそのまま残され、現在では様々なオフィスが入居。旧キャンパスで守衛ガードハウスだったと思われるゲート近くの平屋に、建築設計事務所の「フォームワークス・アーキテクツ」とともに入居している。オフィスの応接スペースを共用し、壁面にフアイヤンが直にくじゃくの絵を描いている。サラダ・ドレッシングを主宰するランドスケープデザイナーのチャン・フアイヤン（Chang Huai Yan）は主にシンガポールの集合住宅や近隣国のリゾートのトロピカルなランドスケープを数多く手がけている。1976年マレーシア生まれ。シンガポール国立大学で建築学を修め、大学院修士課程修了後、2002年にサラダ・ドレッシング・ランドスケープを設立するまではバリ島のアマンダリやバリ・ハイアットなどのデザインを手がけ世界有数のリゾート地を作り上げた著名なデザイナーで、バリ様式の庭園デザインを世に広めた第一人者、バリ在住のオーストラリア人庭園デザイナーであるマデ・ウィジャヤ（Made Wijaya）のもとでデザイナー補助を務めていた。ウィジャヤがデザインしたリゾートや邸宅のランドスケープを集めた本を出版する際、イラストを担当し、多くを学び、現在の自身のキャリアをスタートさせた。
その後一流のリゾート地がひしめく東南アジアにおいて、ノボテル・ジャカルタ（マレーシア）、アリラ・ホテルズ＆リゾーツ（マレーシア、インドネシア、中国など）、ラグーナ・リゾーツ（シンガポール）、アマン・リゾーツ（東京）、ザ・ミントン（コンドミニアム・シンガポール）、NVレジデンス（コンドミニアム・シンガポール）など、数々のリゾート＆ラグジュアリーホテル、高級コンドミニアム、商業施設の景観デザインを手がける。
個人邸宅やコンドミニアム、ホテルの庭園、カフェやレストランなどの外部空間などのプロデュースしシンガポール国内では、ガーデンダイニングの先駆けとなった「P.S.カフェ」や「ホワイトラビット」も手がけ、数十年前からそこにあると思われる木々や熱帯植物がその場所を引き立てる大切な要素となり、都会のオアシス的な空間がを博す。近年のエコブームから、緑をたっぷりとランドスケープに取り入れる建築プロジェクトも増大し活躍の場が拡大、アマン東京のロビー階にある室内庭園やカリブ海の島やドバイの別荘などのようにさまざまな気候風土のもとでのプロジェクトが増えている。
また、ジャングルに棲息する生態系の圧倒的な驚異と魅力を都会の人々に体験してもらおうと、ボルネオ島のジャングルに仮設タワーを組み、樹の上で映画を観るユニークなイベント「ツリートップシネマ」を実施したがこれはマレーシアのボルネオ島サバ州サンダカンのレインフォレスト・ディスカバリー・センター（RDC）で開かれる「ボルネオ・リズム・オブ・リンバ・ワイルド・フェスティバル（ROR）2015」（NPO団体 Future AlamBorneo主催）における企画。このフェスティバルは1200組の地元民・観光客・森林愛好家に対し、100組のプレゼンターがアート・クラフト・音楽などを提供した。
長崎県で行われるガーデニングワールドカップには毎年出展。